# Monsieur Max et la Rumeur
Pour plus de détails, voir Fiche technique et Distribution.
Monsieur Max et la Rumeur est un téléfilm français réalisé par Jacques Malaterre et sorti en 2014. 

## Synopsis
Max Legrand, boucher dans un village du Sud de la France, soupçonne sa femme, Caroline, d'entretenir des relations amoureuses avec son metteur en scène de théâtre. 
Un soir, une violente dispute éclate entre Max et Caroline. Cette dernière disparaît le lendemain. Dans le village, on s'interroge. Puis, des indices sont découverts, laissant penser que Max l'a assassinée.

## Fiche technique
- Titre : Monsieur Max et la Rumeur
- Réalisation : Jacques Malaterre
- Scénario, dialogues et adaptation : Patrick Sébastien et Christophe Duthuron, d'après la pièce de théâtre éponyme de Patrick Sébastien
- Musique originale : Cyril Orcel
- Photographie : Sabine Lancelin
- Son : Éric Masson
- Montage : Thomas Cirotteau
- Direction littéraire : Stéphane Bondoux
- Costume : Sylvie de Segonzac
- Décors : Christel Roche-Chevalier
- Production : Nicolas Traube
- Production exécutive : Sophie Ravard
- Sociétés de production : Pampa Production, avec la participation de France Télévisions, de la Radio télévision suisse et de TV5 Monde
- Pays d'origine : France
- Langue originale : français
- Genre : Thriller dramatique
- Durée : 1 h 36 minutes
- Diffusion originale : mercredi 29 octobre 2014 sur France 2. Audience : 4 770 000 de téléspectateurs et 19,2 % de part de marché
- Rediffusion : mardi 16 août 2016 sur France 2. Audience : 2 200 000 de téléspectateurs et 11,9 % de part de marché

## Distribution
- Patrick Sébastien : Max
- Danièle Lebrun : Clémence
- Nicolas Jouhet : Jérôme
- Margot Faure : Caroline
- Yves Pujol : Jean-Christophe
- Hélène Neveu : la patronne du café
- Olivier Augrond : Jean-Michel
- Corinne Delpech : Jeannette
- Mounir Margoum : le président
- Méliane Marcaggi : la femme du président
- Peggy Leray : Marion

## Lieux de tournage
Le tournage a eu lieu en juin 2014 dans la Drôme, et notamment à Dieulefit et Le Poët-Laval.